# Wielka Brytania na Letnich Igrzyskach Olimpijskich 1928
Wielka Brytania na Letnich Igrzyskach Olimpijskich 1928 – występ kadry sportowców reprezentujących Wielką Brytanię na Letnich Igrzyskach Olimpijskich 1928. Kadra liczyła 232 zawodników: 201 mężczyzn i 31 kobiet. Był to ósmy start reprezentacji Wielkiej Brytanii na letnich igrzyskach olimpijskich.

## Zdobyte medale
| Medal  | Zawodnik | Dyscyplina        | Konkurencja                     | Rezultat                                                          | Źródło |
| ------ | --- | ----------------- | ------------------------------- | ----------------------------------------------------------------- | ------ |
| Złoto  | Douglas Lowe | Lekkoatletyka     | bieg na 800 m                   | 1:51,8                                                            | [ 1 ]  |
| Złoto  | David Burghley | Lekkoatletyka     | bieg na 400 m przez płotki      | 53,4 s                                                            | [ 2 ]  |
| Złoto  | John Lander, Michael Warriner, Richard Beesly, Edward Vaughan Bevan | Wioślarstwo       | czwórka bez sternika            | w finale pokonali reprezentację USA                               | [ 3 ]  |
| Srebro | Frank Southall | Kolarstwo szosowe | indywidualna jazda na czas      | 4:55:06                                                           | [ 4 ]  |
| Srebro | Frank Southall, Jack Lauterwasser, John Middleton | Kolarstwo szosowe | drużynowa jazda na czas         | 15:14:49                                                          | [ 5 ]  |
| Srebro | Jack Sibbit, Ernest Chambers | Kolarstwo torowe  | tandemy                         | w finale ulegli reprezentacji Holandii                            | [ 6 ]  |
| Srebro | Jack London | Lekkoatletyka     | bieg na 100 m                   | 10,9 s                                                            | [ 7 ]  |
| Srebro | Walter Rangeley | Lekkoatletyka     | bieg na 200 m                   | 21,9 s                                                            | [ 8 ]  |
| Srebro | Ellen King | Pływanie          | 100 m stylem grzbietowym        | 1:22,2                                                            | [ 9 ]  |
| Srebro | Joyce Cooper, Cissie Stewart, Iris Tanner, Ellen King | Pływanie          | 4 × 100 m stylem dowolnym       | 5:02,8                                                            | [ 10 ] |
| Srebro | Muriel Freeman | Szermierka        | floret indywidualnie            | w finale uległa reprezentantce Niemiec Helene Mayer               | [ 11 ] |
| Srebro | Terence O’Brien, Robert Nisbet | Wioślarstwo       | dwójka bez sternika             | w finale ulegli reprezentacji Niemiec                             | [ 12 ] |
| Srebro | Jamie Hamilton, Guy Oliver Nickalls, John Badcock, Donald Gollan, Harold Lane, Gordon Killick, Jack Beresford, Harold West, Arthur Sulley                                  | Wioślarstwo       | ósemka                          | w finale ulegli reprezentacji USA                                 | [ 13 ] |
| Brąz   | Annie Broadbent, Lucy Desmond, Margaret Hartley, Amy Jagger, Isabel Judd, Jessie Kite, Marjorie Moreman, Edith Pickles, Ethel Seymour, Ada Smith, Hilda Smith, Doris Woods | Gimnastyka        | wielobój drużynowo              | 258,25 pkt                                                        | [ 14 ] |
| Brąz   | Harry Wyld, Lew Wyld, Percy Wyld, Monty Southall | Kolarstwo torowe  | wyścig drużynowy na dochodzenie | w półfinale ulegli reprezentacji Włoch                            | [ 15 ] |
| Brąz   | Cyril Gill, Edward Smouha, Walter Rangeley, Jack London | Lekkoatletyka     | sztafeta 4 × 100 m              | 41,8 s                                                            | [ 16 ] |
| Brąz   | Joyce Cooper | Pływanie          | 100 m stylem dowolnym           | 1:13,6                                                            | [ 17 ] |
| Brąz   | Joyce Cooper | Pływanie          | 100 m stylem grzbietowym        | 1:22,8                                                            | [ 9 ]  |
| Brąz   | David Collet | Wioślarstwo       | jedynka                         | w półfinale uległ reprezentantowi Australii Bobby Pearce          | [ 18 ] |
| Brąz   | Samuel Rabin | Zapasy            | waga średnia, styl wolny        | w ćwierćfinale uległ reprezentantowi Kanady Donaldowi Stocktonowi | [ 19 ] |

## Skład kadry

### Boks
| Zawodnik        | Konkurencja     | 1/16             | 1/8                | Ćwierćfinał          | Półfinał         | Finał            | Finał | Źródło |
| Zawodnik        | Konkurencja     | Przeciwnik Wynik | Przeciwnik Wynik   | Przeciwnik Wynik     | Przeciwnik Wynik | Przeciwnik Wynik | Medal | Źródło |
| --------------- | --------------- | ---------------- | ------------------ | -------------------- | ---------------- | ---------------- | ----- | ------ |
| Cuthbert Taylor | waga musza      | BYE              | Juan José Trillo W | Armand Apell P       | NQ               | NQ               | NQ    | [ 20 ] |
| John Garland    | waga kogucia    | BYE              | Ernest Mignard W   | Vittorio Tamagnini P | NQ               | NQ               | NQ    | [ 21 ] |
| Fred Perry      | waga piórkowa   | BYE              | Miklós Gelbai W    | Bep van Klaveren P   | NQ               | NQ               | NQ    | [ 22 ] |
| Fred Webster    | waga lekka      | BYE              | David Baan P       | NQ                   | NQ               | NQ               | NQ    | [ 23 ] |
| Harry Dunn      | waga półśrednia | BYE              | Romano Caneva P    | NQ                   | NQ               | NQ               | NQ    | [ 24 ] |
| Fred Mallin     | waga średnia    | BYE              | Jerzy Snoppek W    | Humberto Curi W      | Jan Heřmánek P   | NQ               | NQ    | [ 25 ] |
| Alfred Jackson  | waga półciężka  | BYE              | Alf Cleverley W    | Karel Miljon P       | NQ               | NQ               | NQ    | [ 26 ] |
| Joe Goyder      | waga ciężka     | BYE              | Sam Olij P         | NQ                   | NQ               | NQ               | NQ    | [ 27 ] |

### Gimnastyka
| Zawodnik         | Konkurencja                 | Finał   | Finał   | Źródło |
| Zawodnik         | Konkurencja                 | Wynik   | Miejsce | Źródło |
| ---------------- | --------------------------- | ------- | ------- | ------ |
| Arthur Whitford  | wielobój indywidualny       | 185,25  | 63.     | [ 28 ] |
| E. W. Warren     | wielobój indywidualny       | 165,625 | 75.     | [ 28 ] |
| Bart Cronin      | wielobój indywidualny       | 163,50  | 76.     | [ 28 ] |
| E. A. Walton     | wielobój indywidualny       | 162     | 79.     | [ 28 ] |
| T. B. Parkinson  | wielobój indywidualny       | 160,625 | 81.     | [ 28 ] |
| G. C. Raynes     | wielobój indywidualny       | 159     | 82.     | [ 28 ] |
| Henry Finchett   | wielobój indywidualny       | 158,50  | 83.     | [ 28 ] |
| Samuel Humphreys | wielobój indywidualny       | DNF     | DNF     | [ 28 ] |
| Arthur Whitford  | wielobój drużynowy          | 1205    | 11.     | [ 29 ] |
| E. W. Warren     | wielobój drużynowy          | 1205    | 11.     | [ 29 ] |
| Bart Cronin      | wielobój drużynowy          | 1205    | 11.     | [ 29 ] |
| E. A. Walton     | wielobój drużynowy          | 1205    | 11.     | [ 29 ] |
| T. B. Parkinson  | wielobój drużynowy          | 1205    | 11.     | [ 29 ] |
| G. C. Raynes     | wielobój drużynowy          | 1205    | 11.     | [ 29 ] |
| Henry Finchett   | wielobój drużynowy          | 1205    | 11.     | [ 29 ] |
| Samuel Humphreys | wielobój drużynowy          | DNF     | DNF     | [ 29 ] |
| E. W. Warren     | skok przez konia wzdłuż     | 25,375  | 43.     | [ 30 ] |
| G. C. Raynes     | skok przez konia wzdłuż     | 24      | 58.     | [ 30 ] |
| Arthur Whitford  | skok przez konia wzdłuż     | 23,50   | 61.     | [ 30 ] |
| E. A. Walton     | skok przez konia wzdłuż     | 22,50   | 69.     | [ 30 ] |
| T. B. Parkinson  | skok przez konia wzdłuż     | 17,875  | 82.     | [ 30 ] |
| Henry Finchett   | skok przez konia wzdłuż     | 16,25   | 84.     | [ 30 ] |
| Bart Cronin      | skok przez konia wzdłuż     | 14,75   | 85.     | [ 30 ] |
| Samuel Humphreys | skok przez konia wzdłuż     | DNF     | DNF     | [ 30 ] |
| Arthur Whitford  | ćwiczenia na poręczach      | 38,50   | 63.     | [ 31 ] |
| T. B. Parkinson  | ćwiczenia na poręczach      | 32,50   | 77.     | [ 31 ] |
| Bart Cronin      | ćwiczenia na poręczach      | 30,50   | 79.     | [ 31 ] |
| Henry Finchett   | ćwiczenia na poręczach      | 29,75   | 80.     | [ 31 ] |
| E. A. Walton     | ćwiczenia na poręczach      | 28,50   | 81.     | [ 31 ] |
| G. C. Raynes     | ćwiczenia na poręczach      | 27,25   | 82.     | [ 31 ] |
| E. W. Warren     | ćwiczenia na poręczach      | 22,75   | 83.     | [ 31 ] |
| Samuel Humphreys | ćwiczenia na poręczach      | DNF     | DNF     | [ 31 ] |
| Arthur Whitford  | ćwiczenia na drążku         | 43,75   | 64.     | [ 32 ] |
| T. B. Parkinson  | ćwiczenia na drążku         | 42,75   | 65.     | [ 32 ] |
| Bart Cronin      | ćwiczenia na drążku         | 36,75   | 78.     | [ 32 ] |
| Henry Finchett   | ćwiczenia na drążku         | 37,50   | 77.     | [ 32 ] |
| E. A. Walton     | ćwiczenia na drążku         | 45      | 57.     | [ 32 ] |
| G. C. Raynes     | ćwiczenia na drążku         | 42,75   | 65.     | [ 32 ] |
| E. W. Warren     | ćwiczenia na drążku         | 40,50   | 70.     | [ 32 ] |
| Samuel Humphreys | ćwiczenia na drążku         | 45,50   | 54.     | [ 32 ] |
| Arthur Whitford  | ćwiczenia na kółkach        | 41,50   | 67.     | [ 33 ] |
| T. B. Parkinson  | ćwiczenia na kółkach        | 34,50   | 83.     | [ 33 ] |
| Bart Cronin      | ćwiczenia na kółkach        | 39,25   | 74.     | [ 33 ] |
| Henry Finchett   | ćwiczenia na kółkach        | 34,25   | 84.     | [ 33 ] |
| E. A. Walton     | ćwiczenia na kółkach        | 35,50   | 82.     | [ 33 ] |
| G. C. Raynes     | ćwiczenia na kółkach        | 31,25   | 87.     | [ 33 ] |
| E. W. Warren     | ćwiczenia na kółkach        | 38,25   | 77.     | [ 33 ] |
| Samuel Humphreys | ćwiczenia na kółkach        | 33,75   | 85.     | [ 33 ] |
| Arthur Whitford  | ćwiczenia na koniu z łękami | 38      | 68.     | [ 34 ] |
| T. B. Parkinson  | ćwiczenia na koniu z łękami | 33,50   | 76.     | [ 34 ] |
| Bart Cronin      | ćwiczenia na koniu z łękami | 42,25   | 57.     | [ 34 ] |
| Henry Finchett   | ćwiczenia na koniu z łękami | 40,75   | 60.     | [ 34 ] |
| E. A. Walton     | ćwiczenia na koniu z łękami | 30,50   | 80.     | [ 34 ] |
| G. C. Raynes     | ćwiczenia na koniu z łękami | 33,75   | 75.     | [ 34 ] |
| E. W. Warren     | ćwiczenia na koniu z łękami | 38,75   | 65.     | [ 34 ] |
| Samuel Humphreys | ćwiczenia na koniu z łękami | 34      | 73.     | [ 34 ] |
| Annie Broadbent  | wielobój drużynowy          | 258,25  | 3.      | [ 14 ] |
| Lucy Desmond     | wielobój drużynowy          | 258,25  | 3.      | [ 14 ] |
| Margaret Hartley | wielobój drużynowy          | 258,25  | 3.      | [ 14 ] |
| Amy Jagger       | wielobój drużynowy          | 258,25  | 3.      | [ 14 ] |
| Isabel Judd      | wielobój drużynowy          | 258,25  | 3.      | [ 14 ] |
| Jessie Kite      | wielobój drużynowy          | 258,25  | 3.      | [ 14 ] |
| Marjorie Moreman | wielobój drużynowy          | 258,25  | 3.      | [ 14 ] |
| Edith Pickles    | wielobój drużynowy          | 258,25  | 3.      | [ 14 ] |
| Ethel Seymour    | wielobój drużynowy          | 258,25  | 3.      | [ 14 ] |
| Ada Smith        | wielobój drużynowy          | 258,25  | 3.      | [ 14 ] |
| Hilda Smith      | wielobój drużynowy          | 258,25  | 3.      | [ 14 ] |
| Doris Woods      | wielobój drużynowy          | 258,25  | 3.      | [ 14 ] |

### Kolarstwo

#### Kolarstwo szosowe
| Zawodnik                                          | Konkurencja                | Czas     | Pozycja | Źródło |
| ------------------------------------------------- | -------------------------- | -------- | ------- | ------ |
| Frank Southall                                    | indywidualna jazda na czas | 4:55:06  | 2.      | [ 4 ]  |
| Frank Southall, Jack Lauterwasser, John Middleton | jazda drużynowa na czas    | 15:14:49 | 2.      | [ 5 ]  |

#### Kolarstwo torowe
| Zawodnik                                         | Konkurencja                     | Pozycja | Źródło |
| ------------------------------------------------ | ------------------------------- | ------- | ------ |
| Syd Cozens                                       | sprint                          | 6.      | [ 35 ] |
| Ernest Chambers, Jack Sibbit                     | tandemy                         | 2.      | [ 6 ]  |
| Harry Wyld, Lew Wyld, Percy Wyld, Monty Southall | wyścig drużynowy na dochodzenie | 3.      | [ 15 ] |
| Edward Kerridge                                  | 1 km na czas                    | 6.      | [ 36 ] |

### Lekkoatletyka

#### Mężczyźni
| Zawodnik                                                    | Konkurencja                   | Eliminacje | Eliminacje | Ćwierćfinał | Ćwierćfinał | Półfinał | Półfinał | Finał   | Finał   | Źródło |
| Zawodnik                                                    | Konkurencja                   | Wynik      | Miejsce    | Wynik       | Miejsce     | Wynik    | Miejsce  | Wynik   | Miejsce | Źródło |
| ----------------------------------------------------------- | ----------------------------- | ---------- | ---------- | ----------- | ----------- | -------- | -------- | ------- | ------- | ------ |
| Jack London                                                 | bieg na 100 m                 | 10,8 s     | 1.         | 10,8 s      | 2.          | 10,6 s   | 1.       | 10,9 s  | 2.      | [ 7 ]  |
| John Heap                                                   | bieg na 100 m                 | ?          | 5.         | NQ          | NQ          | NQ       | NQ       | NQ      | NQ      | [ 7 ]  |
| Cyril Gill                                                  | bieg na 100 m                 | 11 s       | 2.         | 11 s        | 3.          | NQ       | NQ       | NQ      | NQ      | [ 7 ]  |
| Walter Rangeley                                             | bieg na 100 m                 | 11 s       | 1.         | 10,9 s      | 3.          | NQ       | NQ       | NQ      | NQ      | [ 7 ]  |
| Walter Rangeley                                             | bieg na 200 m                 | 22 s       | 1.         | 21,8 s      | 2.          | 22 s     | 2.       | 21,9 s  | 2.      | [ 8 ]  |
| Guy Butler                                                  | bieg na 200 m                 | 22,8 s     | 1.         | 21,8 s      | 4.          | NQ       | NQ       | NQ      | NQ      | [ 8 ]  |
| John Hambidge                                               | bieg na 200 m                 | 22,6 s     | 2.         | 22 s        | 5.          | NQ       | NQ       | NQ      | NQ      | [ 8 ]  |
| Cyril Gill                                                  | bieg na 200 m                 | 22,2 s     | 1.         | 21,8 s      | 2.          | NQ       | NQ       | NQ      | NQ      | [ 8 ]  |
| John Rinkel                                                 | bieg na 400 m                 | 50,2 s     | 1.         | 49,4 s      | 2.          | 49,1 s   | 3.       | 48,4 s  | 4.      | [ 37 ] |
| Roger Leigh-Wood                                            | bieg na 400 m                 | 55,8 s     | 2.         | 48,6 s      | 3.          | NQ       | NQ       | NQ      | NQ      | [ 37 ] |
| Billy Green                                                 | bieg na 400 m                 | 51,4 s     | 2.         | 49,6 s      | 3.          | NQ       | NQ       | NQ      | NQ      | [ 37 ] |
| John Hanlon                                                 | bieg na 400 m                 | 50,6 s     | 3.         | NQ          | NQ          | NQ       | NQ       | NQ      | NQ      | [ 37 ] |
| Douglas Lowe                                                | bieg na 800 m                 | 2:02,2     | 2.         | BYE         | BYE         | 1:55,8   | 2.       | 1:51,8  | 1.      | [ 1 ]  |
| Wilfrid Tatham                                              | bieg na 800 m                 | 1:58,2     | 3.         | BYE         | BYE         | 1:53,8   | 7.       | NQ      | NQ      | [ 1 ]  |
| Harry Houghton                                              | bieg na 800 m                 | 2:03,8     | 6.         | NQ          | NQ          | NQ       | NQ       | NQ      | NQ      | [ 1 ]  |
| Ralph Starr                                                 | bieg na 800 m                 | 1:59,8     | 2.         | BYE         | BYE         | 1:57,6   | 5.       | NQ      | NQ      | [ 1 ]  |
| Stan Ashby                                                  | bieg na 1500 m                | 4:00,8     | 3.         | NQ          | NQ          | NQ       | NQ       | NQ      | NQ      | [ 38 ] |
| Reg Thomas                                                  | bieg na 1500 m                | 4:02,0     | 3.         | NQ          | NQ          | NQ       | NQ       | NQ      | NQ      | [ 38 ] |
| Reggie Bell                                                 | bieg na 1500 m                | 4:02,7     | 6.         | NQ          | NQ          | NQ       | NQ       | NQ      | NQ      | [ 38 ] |
| Cyril Ellis                                                 | bieg na 1500 m                | 4:01,8     | 1.         | BYE         | BYE         | BYE      | BYE      | 3:57,6  | 5.      | [ 38 ] |
| Wally Beavers                                               | bieg na 5000 m                | BYE        | BYE        | BYE         | BYE         | 15:03,8  | 5.       | NQ      | NQ      | [ 39 ] |
| Frederick Light                                             | bieg na 5000 m                | BYE        | BYE        | BYE         | BYE         | 15:13,0  | 7.       | NQ      | NQ      | [ 39 ] |
| Brian Oddie                                                 | bieg na 5000 m                | BYE        | BYE        | BYE         | BYE         | 15:16,0  | 4.       | 15:02,0 | 9.      | [ 39 ] |
| Herbert Johnston                                            | bieg na 5000 m                | BYE        | BYE        | BYE         | BYE         | 15:06,3  | 3.       | 15:02,0 | 8.      | [ 39 ] |
| Arthur Muggridge                                            | bieg na 10 000 m              | BYE        | BYE        | BYE         | BYE         | BYE      | BYE      | 31:31,8 | 5.      | [ 40 ] |
| Wally Beavers                                               | bieg na 10 000 m              | BYE        | BYE        | BYE         | BYE         | BYE      | BYE      | 31:48,0 | 9.      | [ 40 ] |
| Suttie Smith                                                | bieg na 10 000 m              | BYE        | BYE        | BYE         | BYE         | BYE      | BYE      | 31:50,0 | 10.     | [ 40 ] |
| George Constable                                            | bieg na 10 000 m              | BYE        | BYE        | BYE         | BYE         | BYE      | BYE      | 31:50,0 | 12.     | [ 40 ] |
| Samuel Ferris                                               | maraton                       | BYE        | BYE        | BYE         | BYE         | BYE      | BYE      | 2:37:41 | 8.      | [ 41 ] |
| Harry Wood                                                  | maraton                       | BYE        | BYE        | BYE         | BYE         | BYE      | BYE      | 2:41:15 | 11.     | [ 41 ] |
| Harry Payne                                                 | maraton                       | BYE        | BYE        | BYE         | BYE         | BYE      | BYE      | 2:42:29 | 13.     | [ 41 ] |
| Dunky Wright                                                | maraton                       | BYE        | BYE        | BYE         | BYE         | BYE      | BYE      | 2:45:30 | 20.     | [ 41 ] |
| Herbert Bignall                                             | maraton                       | BYE        | BYE        | BYE         | BYE         | BYE      | BYE      | 2:45:44 | 21.     | [ 41 ] |
| Ernest Harper                                               | maraton                       | BYE        | BYE        | BYE         | BYE         | BYE      | BYE      | 2:45:44 | 21.     | [ 41 ] |
| Douglas Neame                                               | bieg na 110 m przez płotki    | 15 s       | 4.         | NQ          | NQ          | NQ       | NQ       | NQ      | NQ      | [ 42 ] |
| Bernard Lucas                                               | bieg na 110 m przez płotki    | 15,4 s     | 1.         | BYE         | BYE         | 15 s     | 6.       | NQ      | NQ      | [ 42 ] |
| Fred Gaby                                                   | bieg na 110 m przez płotki    | 15,2 s     | 1.         | BYE         | BYE         | 14,9 s   | 2.       | 15,2 s  | 6.      | [ 42 ] |
| David Burghley                                              | bieg na 110 m przez płotki    | 15,4 s     | 2.         | BYE         | BYE         | 15 s     | 3.       | NQ      | NQ      | [ 42 ] |
| David Burghley                                              | bieg na 400 m przez płotki    | 57 s       | 1.         | BYE         | BYE         | 53,9 s   | 3.       | 53,4 s  | 1.      | [ 2 ]  |
| Frederick Chauncy                                           | bieg na 400 m przez płotki    | 57 s       | 2.         | BYE         | BYE         | 58 s     | 6.       | NQ      | NQ      | [ 2 ]  |
| Tom Livingstone-Learmonth                                   | bieg na 400 m przez płotki    | 56,4 s     | 2.         | BYE         | BYE         | 54 s     | 1.       | 54,2 s  | 5.      | [ 2 ]  |
| Lance Percival                                              | bieg na 400 m przez płotki    | 56 s       | 3.         | NQ          | NQ          | NQ       | NQ       | NQ      | NQ      | [ 2 ]  |
| Henry Oliver                                                | bieg na 3000 m z przeszkodami | 9:58,6     | 5.         | NQ          | NQ          | NQ       | NQ       | NQ      | NQ      | [ 43 ] |
| Norman Biddulph                                             | bieg na 3000 m z przeszkodami | 9:58,9     | 4.         | NQ          | NQ          | NQ       | NQ       | NQ      | NQ      | [ 43 ] |
| Vernon Morgan                                               | bieg na 3000 m z przeszkodami | 9:37,6     | 5.         | NQ          | NQ          | NQ       | NQ       | NQ      | NQ      | [ 43 ] |
| Joe Blewitt                                                 | bieg na 3000 m z przeszkodami | 9:37,6     | 6.         | NQ          | NQ          | NQ       | NQ       | NQ      | NQ      | [ 43 ] |
| Cyril Gill, Edward Smouha, Walter Rangeley, Jack London     | sztafeta 4 × 100 m            | 43,5 s     | 2.         | BYE         | BYE         | BYE      | BYE      | 41,8 s  | 3.      | [ 10 ] |
| Roger Leigh-Wood, William Craner, John Rinkel, Douglas Lowe | sztafeta 4 × 400 m            | 3:20,6     | 1.         | BYE         | BYE         | BYE      | BYE      | 3:16,4  | 5.      | [ 44 ] |
| Harry Simmons                                               | skok wzwyż                    | 1,83 m     | 3.         | BYE         | BYE         | BYE      | BYE      | 1,84 m  | 11.     | [ 45 ] |
| Colin Gordon                                                | skok wzwyż                    | 1,83 m     | 1.         | BYE         | BYE         | BYE      | BYE      | 1,70    | 17.     | [ 45 ] |
| Carl van Geyzel                                             | skok wzwyż                    | 1,77 m     | 2,         | BYE         | BYE         | BYE      | BYE      | DNQ     | 19.     | [ 45 ] |
| Geoffrey Turner                                             | skok wzwyż                    | 1,77 m     | 4.         | BYE         | BYE         | BYE      | BYE      | DNQ     | 19.     | [ 45 ] |
| Laurence Bond                                               | skok o tyczce                 | 3,50 m     | 1.         | BYE         | BYE         | BYE      | BYE      | DNQ     | 10.     | [ 46 ] |
| Reg Revans                                                  | skok w dal                    | 6,58 m     | 3.         | NQ          | NQ          | NQ       | NQ       | NQ      | 32.     | [ 47 ] |
| James Cohen                                                 | skok w dal                    | 6,39 m     | 2.         | NQ          | NQ          | NQ       | NQ       | NQ      | 39.     | [ 47 ] |
| Rex Woods                                                   | pchnięcie kulą                | 12,70 m    | 1.         | NQ          | NQ          | NQ       | NQ       | NQ      | 17.     | [ 48 ] |
| Robert Howland                                              | pchnięcie kulą                | 12,52 m    | 2.         | NQ          | NQ          | NQ       | NQ       | NQ      | 21.     | [ 48 ] |
| Malcolm Nokes                                               | rzut młotem                   | 45,37 m    | 11.        | NQ          | NQ          | NQ       | NQ       | NQ      | 11.     | [ 49 ] |

| Zawodnik    | Konkurencja  | Konkurencja                | Wynik | Punkty | Miejsce | Źródło |
| ----------- | ------------ | -------------------------- | ----- | ------ | ------- | ------ |
| Howard Ford | dzisięciobój | bieg na 100 m              | 12,8  | 476,40 | DNF     | [ 50 ] |
| Howard Ford | dzisięciobój | skok w dal                 | 6,07  | 625,15 | DNF     | [ 50 ] |
| Howard Ford | dzisięciobój | pchnięcie kulą             | 12,11 | 677    | DNF     | [ 50 ] |
| Howard Ford | dzisięciobój | skok wzwyż                 | 1,60  | 538    | DNF     | [ 50 ] |
| Howard Ford | dzisięciobój | bieg na 400 m              | 59,8  | 563,84 | DNF     | [ 50 ] |
| Howard Ford | dzisięciobój | bieg na 110 m przez płotki | 20,6  | 468    | DNF     | [ 50 ] |
| Howard Ford | dzisięciobój | rzut dyskiem               | 32,82 | 529,18 | DNF     | [ 50 ] |
| Howard Ford | dzisięciobój | skok o tyczce              | 3,10  | 541    | DNF     | [ 50 ] |
| Howard Ford | dzisięciobój | rzut oszczepem             | DNF   | DNF    | DNF     | [ 50 ] |
| Howard Ford | dzisięciobój | bieg na 1500 m             | DNF   | DNF    | DNF     | [ 50 ] |

### Piłka wodna
- Reprezentacja mężczyzn

| - Leslie Ablett - Nicholas Beaman - John Budd - W. G. Freeguard - John Hatfield | - Richard Hodgson - Percy Peter - William Quick - Paul Radmilovic - Edward Temme |

#### Runda 2.
|  | Czechosłowacja | 2:4 | Wielka Brytania | Sędzia: J.A.Ruddyu H.Eichberg S.Wallbrom |
|  |                | 2:4 |                 | Sędzia: J.A.Ruddyu H.Eichberg S.Wallbrom |

#### Ćwierćfinał
|  | Holandia | 3:5 | Wielka Brytania | Sędzia: P.Beulque H.Oehmichen N.Backlund |
|  |          | 3:5 |                 | Sędzia: P.Beulque H.Oehmichen N.Backlund |

#### Półfinał
|  | Wielka Brytania | 5:8 | Niemcy | Sędzia: M.Blitz S.Wallbrom N.Backlund |
|  |                 | 5:8 |        | Sędzia: M.Blitz S.Wallbrom N.Backlund |

#### Mecz o 3. miejsce
|  | Francja | 8:1 | Wielka Brytania | Sędzia: A.Delahaye H.Oehmichen Ochsemann |
|  |         | 8:1 |                 | Sędzia: A.Delahaye H.Oehmichen Ochsemann |